# Romblonella heatwolei
Romblonella heatwolei är en myrart som beskrevs av Taylor 1991. Romblonella heatwolei ingår i släktet Romblonella och familjen myror. Inga underarter finns listade i Catalogue of Life.